# ゴールデンベアーズ (チアリーディング)
ゴールデンベアーズ (Golden Bears) は、箕面自由学園高等学校のチアリーダー部のチーム名である。このチーム名は同校アメリカンフットボール部からのれん分けされたものであり、他にも吹奏楽部など複数のクラブが使用している。

## 発足の経緯・沿革
1991年4月、箕面自由学園高等学校アメリカンフットボール部内のチアリーダーとして、同じく同部を応援する吹奏楽同好会（吹奏楽部の前身）と同時期に発足した。アメリカンフットボール部顧問が1990年にオレゴン州に遠征した際にアメリカの高校スポーツの厚みに衝撃を受け、自校でも真似できることから始めようと結成したのである。顧問は自身が担任する1年生クラスの女子生徒に声をかけてチアリーダー結成を働きかけ16人が集まったが、当初はさまにならず、音楽の非常勤講師である一木一江が指導を引き受けたことで体裁が整った形であった。1991年のアメリカンフットボール部は好調で、年末の全国選手権大会で決勝に初進出した。チアリーダーは吹奏楽同好会と共に東京ドームに出向いて応援し、一木が大太鼓を叩いてタイミングを指示した。箕面自由学園は優勝候補と見られていた早稲田高等学院に勝利して全国制覇した。
1992年から本格的にチアリーディング競技の活動も始めた。1994年にアメリカンフットボール部から独立し単独の部となり、チーム名はアメリカンフットボール部の「ゴールデンベアーズ」をのれん分けされた。
2022年時点でアメリカンフットボール部・吹奏楽部などと共に学校から強化クラブに指定されている。

## 競技活動
本格的に競技活動も始めた1992年の6月に開催された関西大会（千里中央体育館）に出場した高等学校のクラブは箕面自由学園だけであった。初期の頃は周囲からのチアリーディング自体の認知度も非常に低く、練習場所の確保も難しい状況であった。
1996年度の全日本高等学校チアリーディング選手権大会 (インターハイ) で初優勝を達成して以来、1998年度に初優勝のチアリーディング日本選手権大会 (JAPAN CUP) 高等学校部門と合わせて39度の高校日本一を成し遂げている（2023年度JAPAN CUP終了時点）。JAPAN CUP高等学校部門では2001年度から2009年度にかけて9年連続優勝した。
大学・社会人などとの部門の垣根がない大会においては、全日本チアリーディング選抜選手権大会で1997年度に初優勝し、国際大会のアジア インターナショナルオープンチャンピオンシップで第1回大会となる2007年度に優勝した。
新型コロナウイルス感染症の感染が拡大した時期のインターハイにおいて、2020年度（2021年1月開催）は都道府県間の移動が禁止となったことで棄権し、翌2021年度（2022年1月開催）も感染拡大の影響で2年連続の不出場となった。

## 指導者
総監督 野田一江
発足当時に指導を引き受けた音楽の非常勤講師の一木一江（旧姓）は後にチア関連商品の会社に転職、結婚・出産を経て主婦となったが、独立後のチアリーダー部でも指導を続けた。自身がチアリーディングを見たことがない状況から始めた指導は初期の頃に暗中模索したが、演技構成をする際には音楽の知識を活かすことができた。なお、一木は結婚して野田と姓が変わり、その後に監督・総監督に就任した。

## 成績
※トップチームの成績
優勝回数
- チアリーディング日本選手権大会 (JAPAN CUP) 高等学校部門：23回（初優勝：1998年度、最新の優勝：2023年度）[注 2][11][12]
- 全日本高等学校チアリーディング選手権大会 (インターハイ)：16回（初優勝：1996年度、最新の優勝：2022年度）[注 3][11]

他
記録
- JAPAN CUP自由演技競技 高等学校部門における歴代最高得点更新：283.5点（2023年度 準決勝）[12]

## 表彰
指導者表彰
- 第3回ジャパンコーチズアワード特別賞：野田一江（2016年、当時ヘッドコーチ）[19]

## 競技以外の活動 (独立以後)
顧問は場数をこなすことが強さの秘訣と述べており、イベント参加は多い。遠方のイベントに出演することもあり、1998年には熊本県で開催された「cheer! 青春II」に出演し、2008年には石川県で開催された第24回県マーチングバンド・バトントワーリングフェスティバルに特別出演した。
アメリカへの遠征としては、2008年にニューヨーク州のシェイ・スタジアムでオープニングの演技を務めたほか、JAPAN CUPで優勝した年度には1月にフロリダ州のウォルト・ディズニー・ワールド・リゾートにエキシビションで招待されて演技を披露していた時期がある。
また、他にも以下のスポーツの試合会場にて演技を披露している。
試合の主催チーム
- 阪神タイガース（野球）[25]
- サントリーサンバーズ（バレーボール）[26][27]
- 大阪エヴェッサ（バスケットボール）[28]
- NTTドコモレッドハリケーンズ大阪（ラグビー）[29]
- 京都サンガF.C.（サッカー）[30]

大会
- TWOLAPS ミドルディスタンスサーキット大阪大会（陸上競技）[31]
- バレーボールネーションズリーグ[32]
- 社会人野球日本選手権大会[33]

## チームソング
- 『Look at me』[34] 西浦達雄

2005年に創部15周年を迎え、西浦達雄によりチームソングが作られた。2010年に創部20周年を記念して行われた「ゴールデンベアーズフェスティバル」では西浦がゲスト出演した。

## 派生チーム
学校法人箕面自由学園内と箕面市にあるMJGチアリーディングクラブ内にて「ベアーズ」を冠する別のチアリーディングチームが結成されている。その中にはゴールデンベアーズと共にイベント等に参加したことがあるチームもある。
箕面自由学園
幼稚園の課外教室のチームは「ミニベアーズ」の名称であり、年中・年長の園児が所属している。
小学校のチームは「リトルベアーズ」の名称であり、2010年に結成した。2023年時点で日本で唯一のチアリーディングにおける小学校のクラブチームであり、同年時点で男子も所属している。
中学校チアリーダー部は「ジュニアベアーズ」というチーム名であり、2007年に結成した。同年度のJAPAN CUPに初出場し、翌2008年度の同大会で初優勝した。同年11月にモスクワで開催された第1回ワールドカップではジュニア部門で優勝した。
MJGチアリーディングクラブ
社会人チームは「スーパーベアーズ」の名称であり、ゴールデンベアーズ出身者のチームとして結成した。結成のきっかけはゴールデンベアーズの顧問からの「卒業生でチームを作ってはどうか」という提案であり、2001年度のJAPAN CUPに初出場、2003年度と2004年度には同大会を連覇した。
アメリカンフットボール部に息子がいたことがある平均年齢55歳の主婦8人が2001年に結成したチームは「ビューティーベアーズ」の名称である。ゴールデンベアーズ設立のきっかけになった教諭の助言により結成し、日本で初めてチアリーディングのシニアチームが誕生することとなった。2002年3月の西日本チアリーディング選手権大会で演技を初披露し、2003年にはイギリスで開催された第2回チアリーディング世界選手権大会に特別出演した。2006年にはチームの5年にわたる活動を記録した本が出版された。メンバーの平均年齢が70歳となった頃には「チア界の美空ひばり」の愛称で呼ばれている。
保護者たちによるチームは「ラブベアーズ」の名称であり、JAPAN CUPにマスターズ部門が新設されて2年目となる2022年度に初出場した。
箕面自由学園中学校チアリーダー部のコーチ・顧問やその家族で構成されているチームは「テディベアーズ」の名称である。他にも子供たちによるチーム「キッズベアーズ」が結成されている。

## 出演
1998年には室井滋主演の映画『ヒロイン! なにわボンバーズ』にエキストラとして出演、3年生はチアリーダー役を、他は観客役を務めた。
2001年秋からは読売テレビがゴールデンベアーズを密着取材、30分のドキュメンタリー番組『天国への応援歌』を制作し、2002年10月にNNNドキュメント枠で放送した。このドキュメンタリーは55分に再編集した上で、日本テレビ系列で放送された。2003年にはこのドキュメンタリーが「放送と女性ネットワーク賞」の最優秀賞を受賞した。また、このドキュメンタリーをもとにテレビドラマ『天国への応援歌 チアーズ〜チアリーディングに懸けた青春〜』が作られ、日本テレビ系列で2004年4月3日に放送された。
密着取材をして放送した他のテレビ番組
- 『1億人の大質問!?笑ってコラえて! 日本列島 部活動の旅』（日本テレビ系列、2010年・2011年に複数回放送） - 梅花高等学校チアリーディング部も共に約半年間密着し、2010年度JAPAN CUPでの様子も放送した[64]。
- 『セブンルール』（フジテレビ系列、2020年2月4日放送） - 監督の野田に3か月間密着し、2019年度インターハイでの様子も放送した[65]。